# Pio Vittorio Vigo

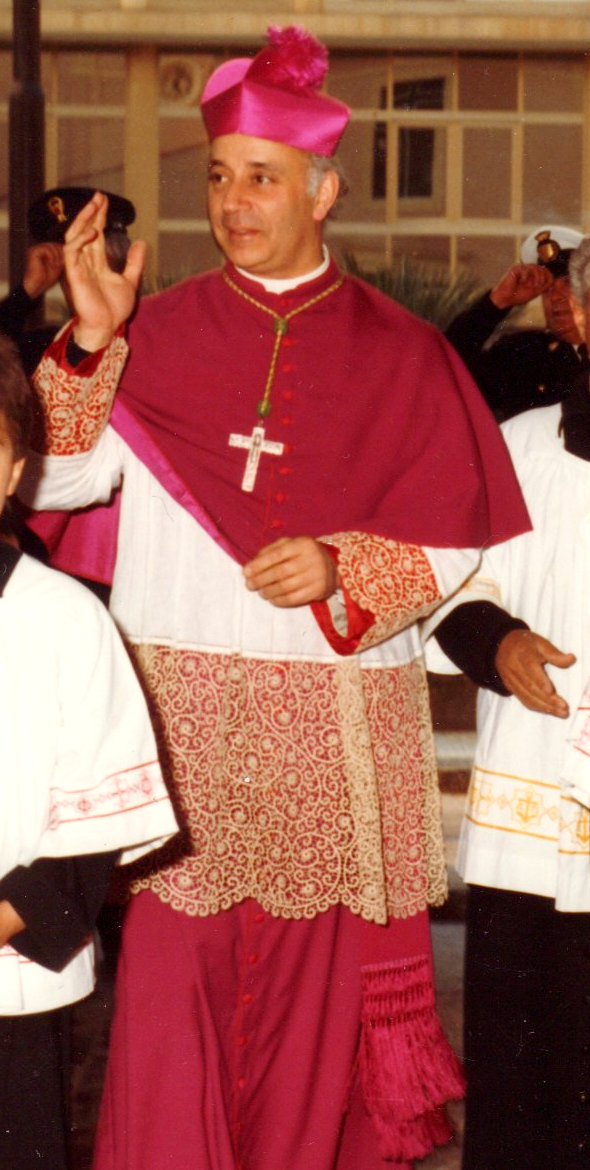
Erzbischof Pio Vittorio Vigo

Pio Vittorio Vigo (* 4. November 1935 in Acireale; † 30. April 2021 in Verona) war ein italienischer Geistlicher und römisch-katholischer Bischof von Acireale.

## Leben

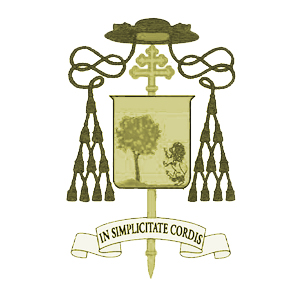
Erzbischofswappen

Pio Vittorio Vigo studierte Philosophie und Theologie am römischen Almo Collegio Capranica. Am 20. September 1958 empfing er die Priesterweihe. 1963 wurde er an der Päpstlichen Universität Gregoriana in Philosophie promoviert. Er war in Aci Sant’Antonio als Seelsorger tätig und unterrichtete Philosophie am bischöflichen Seminar und Religion an staatlichen Schulen. Er war Generalvikar und Mitglied des Domkapitels sowie Dompropst.
Papst Johannes Paul II. ernannte Pio Vittorio Vigo am 13. Januar 1981 zum Titularbischof von Astigi und zum Weihbischof in Catania. Die Bischofsweihe spendete ihm der Erzbischof von Palermo, Salvatore Kardinal Pappalardo, am 14. Februar desselben Jahres. Mitkonsekratoren waren der Erzbischof von Catania, Domenico Picchinenna, und der Bischof von Acireale, Giuseppe Malandrino.
Am 7. März 1985 wurde Pio Vittorio Vigo zum Bischof von Nicosia ernannt, am 24. Mai 1997 zum Erzbischof von Monreale. In seine Amtszeit fiel die Auflösung der Kirchenprovinz Monreale am 2. Dezember 2000 und die Zuordnung des Erzbistums als Suffraganbistum zu der Kirchenprovinz Palermo.
Am 15. Oktober 2002 wurde Pio Vittorio Vigo unter Beibehaltung des persönlichen Titels eines Erzbischofs zum Bischof von Acireale ernannt. Die Amtseinführung fand am 30. November 2002 in der Kathedrale von Acireale statt. Am 26. Juli 2011 nahm Papst Benedikt XVI. das von Pio Vittorio Vigo aus Altersgründen vorgebrachte Rücktrittsgesuch vom Amt des Bischofs von Acireale an.
In der Sizilianischen Bischofskonferenz war Pio Vittorio Vigo Delegierter für das gottgeweihte Leben.
Pio Vittorio Vigo starb im Alter von 85 Jahre; er war seit einiger Zeit in einer Klinik in Verona im Krankenhaus zur Behandlung.